# Graf DK 21

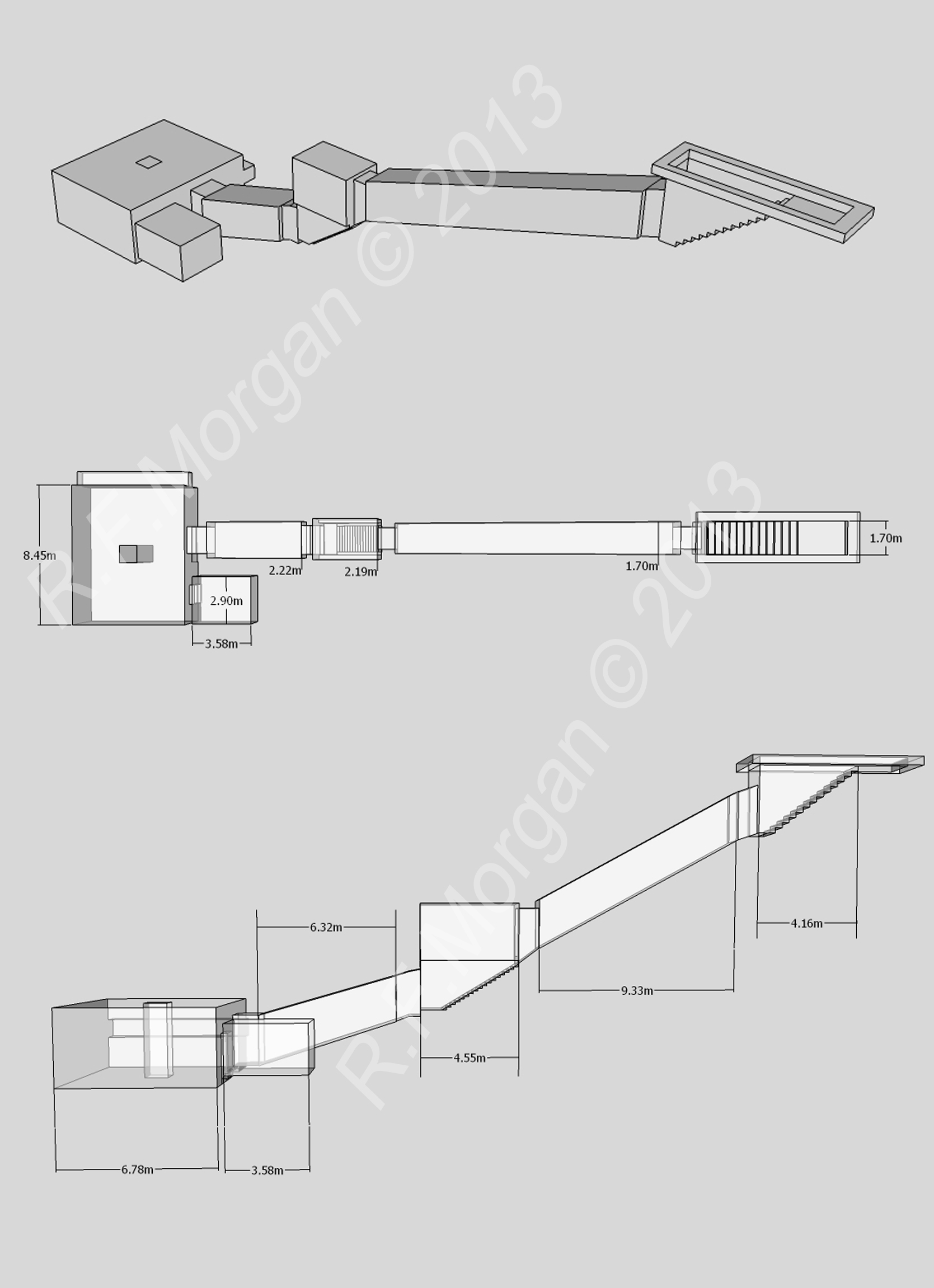
Schematische weergave van graf DK 21

Graf DK 21 is een graf uit de Vallei der Koningen. Het graf, daterend uit de 18e dynastie, werd ontdekt door Giovanni Battista Belzoni op 9 oktober 1817. Het graf bevatte 2 vrouwelijke mummies, die in de loop van de 19de eeuw zijn vernield door grafrovers.